# Saló Internacional del Còmic de Barcelona de 1990
El 8è Saló Internacional del Còmic de Barcelona es va celebrar entre el dijous 17 i el diumenge 20 de maig de 1990 a les Drassanes de Barcelona.
La inauguració va comptar amb la presència de Lluís Armet, primer tinent d'alcalde de Barcelona, i Xavier Bru de Sala, director general de promoció de la Generalitat. L'actre fou amenitzat pels actors del grup d'animació Sator, disfressats de personatges de còmic com Betty Boop, Lucky Luke o Mafalda.
El Saló va comptar amb una contractació rècord de 102 estands, set més que a l'edició anterior. Entre ells, va destacar la presència de l'editorial soviètica de Moscou Progreso, que va dedicar el seu espai a mostrar il·lustracions de dibuixants soviètics.
L'assistència de públic fou de 50.000 visitants. Aquest elevat volum d'estands i públic van deixar petites les Drassanes, que degut a un problema d'espai ja havia hagut de recórrer a la Casa de la Caritat per mostrar les exposicions centrals. Addicionalment, el coordinador del Saló Joan Navarro comentava que l'espai limitat de les Drassanes no va permetre d'atendre l'elevada sol·licitud d'estands, que fou superior a la superfície disponible.
Joan Navarro fa ver un balanç molt positiu del Saló, recalcant l'àmplia oferta cultural, amb una xifra rècord de vuit exposicions i un gran nombre de taules rodones, debats, rodes de premsa i presentacions. Aquesta fita fou possible gràcies a la vocació cultural del Saló, que havia destinat el 50% dels recursos a activitats culturals. Segons Navarro, la vuitena edició havia consolidat al Saló com a esdeveniment ciutadà, cultural i comercial. Per altra banda, Navarro es queixava de la manca d'espai de les Drassanes, que s'havien quedat petites. En efecte, es va tractar de la darrera edició a les Drassanes i l'any seguent el Saló s'instal·laria al Mercat del Born. També, Navarro parlava del repte d'integrar la comunitat d'autors a Ficomic, ja que des de la dissolució de l'Associació de Professionals del Còmic (API) els autors s'havien quedat sense representació, tot deixant Ficomic fonamentalment a les mans del Gremi d'Editors de Catalunya.

## Cartell
L'autor encarregar d'il·lustrar el cartell de la 8a edició del Saló fou Miguelanxo Prado, que en la passada edició havia obtingut el premi a la Millor Obra pel seu treball Quotidiania Delirante.

## Exposicions
El total de vuit exposicions del Saló no foren mostrades a les Drassanes, lloc on tenia lloc el certamen del 9è art, sinó que la majoria d'elles es van instal·lar a la Casa de Caritat (C/ Valldonzella 21), on també s'hi celebraben totes les taules rodones sobre còmic. Un autobús especial, cobria la ruta entre el local de les exposicions i les Drassanes. Dues altres exposicions, es van poder veure a una galeria d'art i a un altre local de la ciutat.
- Els anys vuitanta en el còmic. Exposició que fou mostrada de l'1 al 27 de maig. Fou l'exposició central de la 8a edició del Saló i pretenia ser un testimoni dels principals esdeveniments dels anys 1980, mostrats a partir d'il·lustracions de còmic. El comissari de l'exposició fou Carles Santamaría.[5]
- 50 anys de Spirit. Will Eisner. Exposició dedicada al 50è aniversari de The Spirit, la cèlebre sèrie del detectiu creat per l'autor americà Will Eisner. L'exposició va estar oberta del 17 al 27 de maig.
- Europa és un poble, Astèrix. Exposició oberta del 17 al 20 de maig. L'exposició va comptar amb il·lustracions originals d'Albert Uderzo i vinculava el seu il·lustre heroi gal amb la història i futur de la Comunitat Econòmica Europea. L'exposició havia sigut prèviament mostrada al Centre Pompidou de París.
- La bande dessinée franco-belga. Exposició dedicada al còmic francobelga, amb la mostra d'autors clàssics com Hergé, Jacobs, Bob de Moor i altres exponents de la línia clara. LLoc: Col·legi oficial de Doctors i Llicenciats (Rambla de Catalunya, 8).
- Miguelanxo Prado. Exposició sobre Miguelanxo Prado, oberta del 17 al 27 de maig. L'autor gallec havia obtingut el premi a la Millor Obra de l'anterior edició pel seu còmic Quotidiania Delirante. També, recentment havia obtingut el Premi del Saló Internacional del Llibre i la Premsa de Ginebra.
- Pasqual Ferry. Exposició amb originals del dibuixant Pasqual Ferry, oberta del 17 al 27 de maig. El dibuixant català havia sigut declarat Autor Revelació de l'anterior edició del Saló.
- Miguel Ambrós. Exposició dedicada al dibuixant Ambrós, oberta del 17 al 27 de maig. L'autor de El Capitán Trueno havia obtingut el Gran Premi del Saló de l'anterior edició, en reconeixement de tota una vida de trajectòria professional dedicada al còmic.
- Lorenzo Matotti. Exposició dedicada a l'autor italià Lorenzo Mattotti, que havia guanyat el premi a la millor obra estrangera del Saló de 1989 per l'obra Fuochi. La mostra va estar formada per 127 originals de l'autor, els quals es van exposar a la galeria d'art Sala 4t Galeria (c/ Boters, 4).

## Invitats
Entre els nombrosos invitats, va destacar la presència d'Albert Uderzo, Morris, Bob de Moor, Will Eisner, Lee Falk, Pierre Christin, Howard Chaykin, Gilbert Shelton i François Bourgeon.

## Palmarès

### Gran Premi del Saló
El Gran Premi del Saló va tenir una dotació enconòmica d'un milió de pessetes.
- Manuel Vázquez[7]

### Millor obra
El premi a la millor obra va tenir una dotació econòmica de mig milió de pessetes.
| Títol               | Autor                                     | Editorial          |
| ------------------- | ----------------------------------------- | ------------------ |
| Doctor Vértigo      | Martí                                     | La Cúpula          |
| Mujeres fatales     | Max Mique Beltrán                         | Edicions de Ponent |
| Firmado: Mister Foo | Felipe Hernández Cava Federico del Barrio |                    |

### Millor obra estrangera
El premi a la millor obra estrangera va recaure a l'obra Maus d'Art Spiegelman, la qual s'havia començat a publicar als Estats Units el 1980 a la revista Raw. No obstant, a l'estat espanyol la primera part de l'obra no es va publicar fins al 1989.
| Títol                         | Títol original | Autor                        | Editorial | País         |
| Maus                          | Maus           | Art Spiegelman               |           | Estats Units |
| XIII                          | XIII           | William Vance Jean Van Hamme | Norma     | Bèlgica      |
| El caso del pequinés de París | Le Pékinois    | Petillon                     |           | França       |

### Autor revelació
| Autor                          | Títol            | Editorial |
| ------------------------------ | ---------------- | --------- |
| Jaime Martín                   | Sangre de barrio |           |
| Bartolomé Seguí                | A salto de mata  |           |
| Óscar Albar Fernando De Felipe | Nacido Salvaje   |           |

### Millor fanzine
Premi amb una dotació econòmica de cent mil pessetes.
| Títol   |
| ------- |
| TMEO    |
| El Dado |
| Kiu sap |

### Menció especial
El jurat va atorgar una menció especial al Centre national de la bande dessinée et de l'image (CNBDI) d'Angulema, per la seva tasca en favor de la difusió del còmic. La institució cultural francesa s'havia inaugurat recentment.

## Programa cultural

### Taules rodones i actes
| Data                 | Hora     | Acte | Lloc                            |
| -------------------- | -------- | --- | ------------------------------- |
| Dijous 17 de maig    | 12.00 h. | Inauguració del Saló                                                                                           | Les Drassanes                   |
| Dijous 17 de maig    | 18.00 h. | Taula rodona: el còmic dels anys 80 Ponents: Lorenzo Mattotti, Vuillermin, Cadelo, Max, Daniel Torres          | Teatre de la Casa de la Caritat |
| Divendres 18 de maig | 12.00 h. | Taula rodona: els anys 80 Ponents: Pierre Christin, Goetzinger, Shelton, Margerin, Hernández Cava              | Teatre de la Casa de la Caritat |
| Divendres 18 de maig | 16.00    | Taula rodona: còmic i drogues Ponents: Vallès, Mediavilla, Martí, Fermín Pérez, Shelton, Onliyú                | Teatre de la Casa de la Caritat |
| Divendres 18 de maig | 17.00    | Taula rodona: 50 anys de Spirit Ponents: Antonio Martín, Antoni Guiral                                         | Teatre de la Casa de la Caritat |
| Divendres 18 de maig | 18.00    | Taula rodona: còmic i història Ponents: Bourgeon, Juillard, Hermann, Vázquez de Parga, Santolaya               | Teatre de la Casa de la Caritat |
| Divendres 18 de maig | 19.00    | Taula rodona: els altres comic books Ponents: Howard Chaykin, Carlos Pacheco, Lorenzo Díaz, M.A Saavedra       | Teatre de la Casa de la Caritat |
| Dissabte 19 de maig  | 11.00 h. | Taula rodona: 20 anys de Marvel a Espanya Ponents: Antonio Martín, Pérez Navarro, Lorenzo Díaz, Roque González | Teatre de la Casa de la Caritat |
| Dissabte 19 de maig  | 12.00 h. | Taula rodona: el còmic belga Ponents: Morris, Bob de Moor, Cauvin, Hermann                                     | Teatre de la Casa de la Caritat |
| Dissabte 19 de maig  | 16.00 h. | Taula rodona: el còmic als Estats Units Ponents: Joe Kubert, Lee Falk, Howard Chaykin, Will Eisner             | Teatre de la Casa de la Caritat |
| Dissabte 19 de maig  | 19.00 h. | Entrega dels premis del concurs de còmic de l'Institut Català de Serveis a la Joventut                         |                                 |
| Diumenge 20 de maig  | 11.30 h. | Prestentació de Bestiari, de Tomás Marco                                                                       | Teatre de la Casa de la Caritat |
| Diumenge 20 de maig  | 12.00 h. | Taula rodona: vuit anys de Saló Ponents: Víctor Mora, Juanjo Sarto, Miguel Ángel Saavedra, Àlex Samaranch      | Teatre de la Casa de la Caritat |

### Cinema
Fruit de la col·laboració entre el Saló del Còmic i la Filmoteca de Catalunya, va néixer el cicle de cinema "El còmic en el cinema", dedicat al 9è art. En aquest cicle, la Filmoteca va projectar diveses pel·lícules basades en superherois o personatges de còmic.
| Data                 | Hora     | Pel·lícula                                                       | Direcció                      | Lloc                                              |
| -------------------- | -------- | ---------------------------------------------------------------- | ----------------------------- | ------------------------------------------------- |
| Dijous 17 de maig    | 18.00 h. | Tarzan i el seu fill (títol original: Tarzan Finds a Son!, 1939) | Richard Thorpe                | Filmoteca de Catalunya (Travessera de Gràcia, 63) |
| Dijous 17 de maig    | 20.00 h. | Greystoke, la llegenda de Tarzan (1984)                          | Hugh Hudson                   | Filmoteca de Catalunya (Travessera de Gràcia, 63) |
| Divendres 18 de maig | 18.00 h. | Creepshow (1982)                                                 | George A. Romero              | Filmoteca de Catalunya (Travessera de Gràcia, 63) |
| Divendres 18 de maig | 20.00 h. | Creepshow 2 (1987)                                               | Michael Gornick               | Filmoteca de Catalunya (Travessera de Gràcia, 63) |
| Dissabte 19 de maig  | 16.00 h. | Superman (dibuixos animats, 1942)                                | Dave i Max Fleischer          | Filmoteca de Catalunya (Travessera de Gràcia, 63) |
| Dissabte 19 de maig  | 18.00 h. | Batman (1966)                                                    | Leslie H. Martinson           | Filmoteca de Catalunya (Travessera de Gràcia, 63) |
| Dissabte 19 de maig  | 20.00 h. | Superman (1978)                                                  | Richard Donner                | Filmoteca de Catalunya (Travessera de Gràcia, 63) |
| Dissabte 19 de maig  | 22.00 h. | Greystoke, la llegenda de Tarzan (1983)                          | Hugh Hudson                   | Filmoteca de Catalunya (Travessera de Gràcia, 63) |
| Diumenge 20 de maig  | 12.00 h. | Les dotze proves d'Astèrix (1975)                                | René Goscinny i Albert Uderzo | Filmoteca de Catalunya (Travessera de Gràcia, 63) |
| Diumenge 20 de maig  | 16.00 h. | Lucky Luck (pel·lícula d'animació, 1971)                         | René Goscinny i Morris        | Filmoteca de Catalunya (Travessera de Gràcia, 63) |
| Diumenge 20 de maig  | 18.00 h. | Batman (1966)                                                    | Leslie H. Martinson           | Filmoteca de Catalunya (Travessera de Gràcia, 63) |
| Diumenge 20 de maig  | 20.00 h. | Superman (1978)                                                  | Richard Donner                | Filmoteca de Catalunya (Travessera de Gràcia, 63) |
| Diumenge 20 de maig  | 22.00 h. | Le Déclic (títo en anglès: Click, 1985)                          | Jean-Louis Richard            | Filmoteca de Catalunya (Travessera de Gràcia, 63) |

### Animació
Durant la celebració del Saló, el grup d'animació Sator es va dedicar a fer actuacions amb actors disfressats de personatges de còmic com Lucky Luke, la Castafiore o Astèrix. Les actuacions es van portar a terme sobretot a prop de les Drassanes, a la Rambla o el port i tenien per objectiu cridar l'atenció del públic.
| Data                 | Hora     | Acte                                                                                         | Lloc                                                                                                |
| -------------------- | -------- | -------------------------------------------------------------------------------------------- | --------------------------------------------------------------------------------------------------- |
| Dijous 17 de maig    | 12.00 h. | Persecució entre Lucky Luke i els germans Dalton per la Rambla                               | Les Drassanes                                                                                       |
| Divendres 18 de maig | 12.00 h. | Betty Boop passeja amb els germans Dalton i Lucky Luke                                       | La Rambla                                                                                           |
| Divendres 18 de maig | 12.00 h. | Mafalda, Astèrix, Obèlix i Quico                                                             | Port de Barcelona                                                                                   |
| Divendres 18 de maig | 18.00 h. | Trobada de Mafalda amb els germans Dalton i Lucky Luke                                       | Plaça del Pi                                                                                        |
| Dissabte 19 de maig  | 11.00 h. | Animació del grup Sator                                                                      | Cruïlla entre el Passeig de Gràcia i la Plaça del Cinc d'Oros, en direcció cap a la Sagrada Família |
| Dissabte 19 de maig  | 17.00 h. | Atracament dels germans Dalton a la Castafiore, més Mafalda                                  | Zona de Sants i Les Corts fins al Corte Inglés de Diagonal                                          |
| Diumenge 20 de maig  | 11.00 h. | Tots els personatges de Sator assisteixen al recinte del Saló. Amb Castafiore, Mafalda, etc. | Les Drassanes                                                                                       |

## Pressupost
El pressupost fou de 44 milions de pessetes, format per la suma de la contractació dels estands i les aportaciosn públiques de la Generalitat de Catalunya, l'Ajuntament de Barcelona, el Ministeri de Cultura i l'Institut de Comerç Exterior, respectivament. No obstant, un reajustament en les subvencions previstes inicialment va provocar una retallada d'aproximadament 6 milions, fet que causà un desequilibri pressupostari que el Saló va voler compensar amb els ingressos de la taquilla. Per primer cop, el Saló va cobrar entrada als assistents majors de 14 anys, els quals van rebre gratuïtament el Tebeo del Saló com a contrapartida. El preu de l'entrada fou de 100 pessetes, la qual incloïa l'accés a la Casa de la Caritat, seu de les principals exposicions, taules rodones i debats del Saló. El Saló va clausurar sense dèficit i els ingressos van permetre saldar el balanç negatiu de l'edició anterior